# Phenacogrammus polli
Phenacogrammus polli är en fiskart som beskrevs av Lambert, 1961. Phenacogrammus polli ingår i släktet Phenacogrammus och familjen Alestidae. IUCN kategoriserar arten globalt som livskraftig. Inga underarter finns listade i Catalogue of Life.